# Esdras I de Farrajenacerta
Esdras I de Farrajenacerta (em armênio: Եզր Ա Փառաժնակերտցի; romaniz.: Ezr A P’aṙažnakertc’i) foi um católico da Igreja Apostólica Armênia de 630 a 641.

## Vida
Esdras nasceu na aldeia de Farrajenacerta, no cantão (gavar) de Niga em Airarate. Foi convocado para suceder o católico Cristóvão II (r. 628–630) quando foi removido de sua posição. Segundo Sebeos, era a antítese de seu antecessor, ou seja, "um homem humilde e gentil que não queria irritar ninguém e de cuja boca não saía nenhuma palavra ruim". No mesmo ano de sua elevação, Esdras envolveu-se na reconstrução da Igreja de Santa Gaiana, em Valarsapate.
Após sua vitória total sobre os sassânidas, o imperador Heráclio (r. 610–641) encarregou o nacarar Mecécio II, que serviu em seu exército, de tomar posse dos territórios devolvidos pelo Império Sassânida. Mecécio, por conseguinte, convidou Esdras a ir até as autoridades bizantinas para jurar fidelidade. Heráclio concebeu o projeto de realizar a união dogmática entre a Igreja oficial, composta pelos adeptos do credo calcedônio, e os "monofisitas" (ou seja, principalmente entre os gregos e os armênios). Para isso, tentou impor-lhes os decretos do Concílio da Calcedônia, que a Igreja Grega havia reconhecido após a condenação dos Três Capítulos. Esta nova doutrina, base do monotelismo, sustenta a união das vontades em Cristo, em vez da união das naturezas.

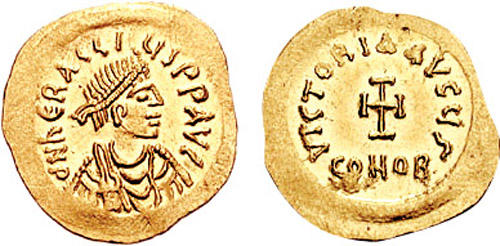
Tremisse de Heráclio r.

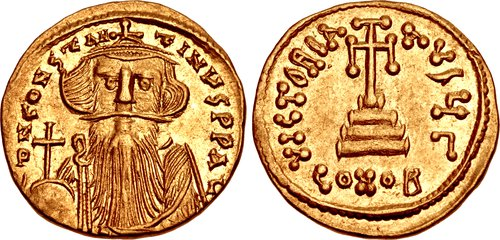
Soldo de r.

Heráclio presidiu um concílio de reconciliação com a Igreja Apostólica Armênia, liderada pelo católico, em Teodosiópolis (moderna Erzurum), que parece ter sido alcançado em parte por meio de pressão política (Esdras temia um novo cisma ligado à nomeação de um católico nas áreas da Armênia controladas pelos bizantinos) e corrupção; as discussões entre gregos e armênios terminaram com a adesão a uma fórmula de fé, imposta pelo imperador. Esta fórmula está em total conformidade com a profissão de fé dos armênios, exceto que ignora em silêncio o Concílio de Calcedônia. A reconciliação é solenemente consagrada pela celebração de uma missa onde os gregos podem admitir o católico à comunhão ortodoxa (632). Em compensação por sua atitude, a pedido de Esdras Heráclio cedeu um terço da produção das minas de sal de Colbe (atual Tuzluja) ao Mosteiro de Echemiazim.
Ao retornar para Dúbio, Esdras foi recebido em procissão por todo o clero, exceto o intransigente João, que ao ser convocado à presença do católico, não respondeu ao chamado e se retirou ao Mosteiro de Mair, em Niga. Pouco depois, Esdras o expulsou do complexo, obrigando João a se refugiar em Gardamana, na província de Otena, que estava sob controle do Império Sassânida e onde acreditou estar seguro dos bizantinos e de seus simpatizantes. Em 639/40, os árabes do Califado Ortodoxo iniciaram a conquista muçulmana da Armênia e em 640/2, conquistaram Dúbio, apesar dos esforços de Teodoro Restúnio e do imperador Constante II (r. 641–668) para defendê-la. Esdras faleceu em 641, e foi sucedido por Narses III, o Construtor (r. 641–661), que foi nomeado sob influência de Teodoro.